# 110er v. Chr.
Portal Geschichte | Portal Biografien | Aktuelle Ereignisse | Jahreskalender | Tagesartikel

◄ |
1. Jahrtausend v. Chr. |

◄ |
3. Jh. v. Chr. |
2. Jahrhundert v. Chr. |
1. Jh. v. Chr. |
►

◄ | 140er v. Chr. | 130er v. Chr. | 120er v. Chr. | 110er v. Chr. |
100er v. Chr. |
90er v. Chr. |
80er v. Chr. |
►

119 v. Chr. |
118 v. Chr. |
117 v. Chr. |
116 v. Chr. |
115 v. Chr. |
114 v. Chr. |
113 v. Chr. |
112 v. Chr. |
111 v. Chr. |
110 v. Chr.

## Ereignisse
- 118 v. Chr.: Die römische Provinz Gallia transalpina (dt. Gallien jenseits der Alpen) mit der Hauptstadt Narbo wird eingerichtet.
- 113 v. Chr.: Die Stämme der Kimbern und Teutonen fallen in die Provinz Gallia Cisalpina ein, verheeren die keltischen Siedlungen und bedrohen schließlich auch Rom.
- 112 v. Chr.: Jugurtha erobert die numidische Hauptstadt Cirta und lässt König Adherbal zusammen mit der gesamten männlichen Bevölkerung der Stadt hinrichten. Diesem Massaker fallen auch einige römische Händler zum Opfer, dadurch wird der Senat zum Eingreifen gezwungen. So kommt es in der Folgezeit zum Jugurthinischen Krieg mit Rom (111 v. Chr. bis 105 v. Chr.).